# Estación Julio Arditi
Julio Arditi es una estación ferroviaria de la localidad de Julio Arditi, en el Partido de Magdalena,  Provincia de Buenos Aires, Argentina.

## Servicios
La estación correspondía al Ferrocarril General Roca de la red ferroviaria argentina. Fue clausurada por la dictadura militar en 1980.